# 오야마정 (야마가타현)
오야마정(大山町)은 야마가타현 니시타가와군에 있던 정이다. 현재의 쓰루오카시에 해당한다.

## 연혁
- 1889년 4월 1일 - 정촌제 시행과 함께  니시타가와군 오야마촌이 성립하였다.
- 1890년 6월 14일 - 정으로 승격해, 오야마정이 되었다.
- 1963년 9월 1일 - 쓰루오카시에 편입해 소멸하였다

## 참고문헌
- 『市町村名変遷辞典』東京堂出版、1990年。